# Roger Wolcott (Politiker, 1847)

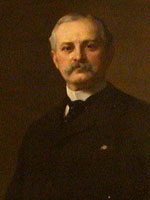
Roger Wolcott

Roger Wolcott (* 13. Juli 1847 in Boston, Massachusetts; † 21. Dezember 1900) war ein US-amerikanischer Politiker und von 1896 bis 1900 Gouverneur des Bundesstaates Massachusetts.

## Werdegang
Roger Wolcott studierte bis 1870 an der Harvard University. Nach einem Jurastudium an der juristischen Fakultät dieser Universität erhielt er 1874 sein juristisches Diplom. Wolcott wurde Mitglied der Republikanischen Partei. Von 1882 bis 1884 war er Abgeordneter im Repräsentantenhaus von Massachusetts; zudem gehörte er dem Vorstand seiner Partei in Massachusetts an. Von 1892 bis 1896 war er Vizegouverneur seines Staates.
Nach dem Tod von Gouverneur Frederic T. Greenhalge musste Wolcott am 5. März 1896 dessen Amt übernehmen. Nachdem er in den folgenden Jahren jeweils selbst zum Gouverneur gewählt worden war, konnte er dieses Amt bis zum 4. Januar 1900 ausüben. In diese Zeit fiel der Spanisch-Amerikanische Krieg von 1898, an dem Truppen aus Massachusetts aktiv teilnahmen.
Im Jahr 1900 war Wolcott einer der republikanischen Wahlmänner bei der Wiederwahl von Präsident William McKinley. Ihm wurde der Botschafterposten in Italien angeboten, den er genauso ablehnte wie das Angebot, Regierungsbeauftragter auf den Philippinen zu werden. Wolcott war geschäftlich mit der Boston and Albany Railroad verbunden. Er war Mitglied der Historischen Gesellschaft von Massachusetts und Kurator der Harvard University. Außerdem war er noch in verschiedenen anderen Ehrenämtern tätig. Er starb im Dezember 1900. Mit seiner Frau Edith Prescott hatte er fünf Kinder.